# Maurin Kiribati Party
Die Maurin Kiribati Party, MKP (deutsch Schützt Kiribati! Partei), war eine Politische Partei in Kiribati im Maneaba ni Maungatabu (House of Assembly).
Die Parteizugehörigkeit in Kiribati wird allerdings nur lose gehandhabt.
Bei den Präsidentschaftswahlen am 4. Juli 2003 trat Banuera Berina für die Partei an und gewann 9,1 % der Stimmen.
Bei den Wahlen 2011 errang die Partei drei Sitze. Der Abgeordnete Nabuti Mwemwenikarawa, Vertreter für North Tarawa, wurde Oppositionsführer.
2015 erlangte die Partei bei den Parlamentswahlen nur noch einen Sitz.
Am 29. Januar 2016 vereinigte sich die Partei mit Teburoro Titos United Coalition Party zur Tobwaan Kiribati Party.

## Wahlergebnisse
| Wahl           | Mandate |
| -------------- | ------- |
| Wahl 2011      | 3 / 46  |
| Wahl 2015/16 a | 18 / 46 |